# Charles Saunier
Charles Saunier, född den 7 februari 1865 i Paris, död den 21 januari 1941 i Lozère-sur-Yvette, var en fransk konstförfattare, bror till Noël Saunier.
Saunier skrev från omkring 1890 konstkritik i franska tidskrifter samt utgav monografier över gravören Augustin Dupré (1894) och över målaren Louis David (1904) samt en historisk framställning av Les conquétes artistiques de la revolution et de l'empire (1902).